# Карозерс, Уоллес
Уо́ллес Хью́м Каро́зерс (англ. Wallace Hume Carothers; 27 апреля 1896, Берлингтон, штат Айова, США — 29 апреля 1937, Уилмингтон, штат Делавэр, США) — американский химик, изобретатель и ведущий химик-органик компании DuPont. Открыл способ получения полимерного материала — нейлона.
Уоллес Карозерс руководил экспериментальной лабораторией DuPont, находившейся недалеко от города Уилмингтон, штат Делавэр. Бо́льшая часть исследований ученого по части полимеров была сделана именно там. Карозерс был блестящим химиком-органиком, который, помимо синтеза нейлона, также способствовал разработке способа получения неопрена.
Член Национальной академии наук США (1936).

## Юность и образование
Уоллес Карозерс родился 27 апреля 1896 года в г. Берлингтон, штат Айова. Его предки по отцовской линии имели шотландские корни и жили в штате Пенсильвания. Они были земледельцами и ремесленниками. Его отец, Айра Хьюм Карозерс, родившийся в 1869 году на ферме в штате Иллинойс, закончил общую школу в возрасте 19 лет. Позже он подался в область коммерческого образования и в течение сорока пяти лет был преподавателем и вице-президентом в Столичном коммерческом колледже в г.Де-Мойн (шт. Айова). Уоллес Хьюм Карозерс был первым ученым в семье.
По материнской линии предки Уоллеса были шотландско-ирландского происхождения, они также занимались, по большей части, земледелием и ремеслом. Они были большими любителями музыки, это может объяснить интерес к музыке, который проявлял У.Карозерс. Его мать, Мария Эвалина Макмаллин из Берлингтона (шт. Айова), оказывала сильное влияние на Карозерса в детстве.
Уоллес был старшим ребёнком в семье, у него был брат Джон и две сестры — Изабель и Мэри. Сестра Изабель, выступавшая в составе трио «Клара, Лу энд Эм» (под псевдонимом Лу), была ему особо близка. Её смерть в январе 1936 года стала таким ударом для Уоллеса, что он не смог смириться с этой потерей до конца жизни.
После окончания школы в сентябре 1915 года Уоллес поступил в колледж Таркио в штате Миссури. Первоначально он предполагал заниматься английским языком, но затем перевелся на химическое отделение под влиянием его декана, Артура Парди. Карозерс так преуспел в химии, что ещё до окончания обучения начал преподавать химию. И когда Парди покинул колледж (его пригласили на должность декана химического факультета в Университете Южной Дакоты), Карозерсу пришлось вести занятия по химии у старших курсов. Уоллес окончил Таркио в 1920 году в возрасте 24 лет со степенью бакалавра. Затем он поступил в университет штата Иллинойс с целью получения степени магистра, которой и был удостоен в 1921 году под руководством профессора Карла Марвела.
В 1921—1922 уч. году Карозерс преподавал химию в Университете Южной Дакоты. Именно здесь он начал свои самостоятельные исследования, результатом которых была публикация статьи в журнале Американского химического общества.
Позже он вернулся в Иллинойсский университет для получения докторской степени под руководством Роджера Адамса. Он специализировался в области органической химии и отчасти — в области физической химии и математики. За диссертацию на тему «Каталитическое восстановление альдегидов на оксиде платины („платиновая чернь“) и изучение влияния активаторов и ингибиторов этого катализатора в процессах восстановления различных соединений» в 1924 году Карозерс получил степень доктора наук. В 1922—1923 годах он работал в качестве научного сотрудника, а в 1923—1924 годах получал премию Кара; В то время она являлась самой престижной наградой этого университета.

## Карьера
После получения докторской степени учёный два года преподавал органическую химию в Иллинойсском университете, а в 1926 г. перешел на ту же должность в Гарвардский университет. Джеймс Б. Конант, президент Гарварда в 1933 году, говорил о нем:
«Для исследований доктора Карозерса характерна высокая степень оригинальности, она сохранилась на протяжении всей его дальнейшей работы. Он никогда не был приверженцем проторённого пути и не стремился принимать устоявшиеся подходы к объяснению тех или иных органических реакций. Его первые взгляды на реакцию полимеризации и структуру высокомолекулярных соединений зародились во время работы в Гарварде».
В 1927 году руководство компании DuPont приняло решение начать фундаментальные, чисто научные исследования, не нацеленные конкретно на развитие бизнеса и производство новых коммерческих продуктов. Карозерса пригласили в Уилмингтон (шт. Делавэр), чтобы предложить ему возглавить отделение органической химии при новой лаборатории в DuPont.
В 1929 году он был избран помощником главного редактора журнала Американского химического общества (ASC — American Chemical Society), в 1930 году учёный становится редактором раздела «Органический синтез».

## Работа в DuPont
Решение оставить академическую деятельность было трудным для Карозерса. Сначала он отказался от предложения работать в DuPont, пояснив, что «я страдаю расстройствами психики, которые могут представлять собой гораздо более серьёзную проблему при работе в компании, чем в исследовательской деятельности». Несмотря на это признание, сотрудник DuPont, Гамильтон Брэдшоу, отправился в Гарвард с целью убедить Уоллеса изменить своё решение. Предложенная ему зарплата составила $500 в месяц против $267 в Гарвардском университете.

Позже в письме к приятелю по колледжу Уилкоу Мачетанзу (сосед по комнате в Таркио), Карозерс писал об усугублении своих депрессивных переживаний: 
«Даже сейчас, принимая во внимание все те преимущества, предложенные мне из чистого великодушия или по доброй воле, я нахожу себя неспособным делать даже некоторые тривиальные вещи, вроде решения простых бытовых проблем и человеческих отношений. Это происходит, по-видимому, из-за тупости, или страха, или эгоизма и просто равнодушия и полного отсутствия чувств».

### Неопрен
Карозерс начал работать в лаборатории компании DuPont с 6 февраля 1928 года. Его главной целью был синтез полимеров с молекулярной массой более 4200, которая была достигнута Эмилем Фишером.
К лету 1928 года Карозерс уже мог похвастаться небольшим штатом ученых-исследователей. Это были химики с докторской степенью и двое его консультантов: Роджер Адамс и Карл Марвел, его научные руководители по магистратуре и докторантуре из Иллинойсского университета. Лаборатория, в которой работали эти ведущие ученые, стала известна как «Зал чистой науки» (Puruty Hall). Однако до середины 1929 года в «Зале чистой науки» не удалось создать полимера с весом значительно более 4000, как планировалось изначально.
В январе 1930 г. заместителем руководителя химического департамента компании, и, соответственно, непосредственным начальником Карозерса стал доктор Элмер К. Болтон. Болтон высказал пожелание получить практические результаты в предстоящем 1930 году, и оно было выполнено. Он ориентировал Карозерса на изучение свойств ацетиленовых полимеров с целью создания синтетического каучука. В апреле 1930 один из сотрудников Карозерса, доктор Арнольд М. Коллинз, получил хлоропрен — жидкость, которая полимеризуется с образованием твердого материала, похожего на резину. Этот продукт был одним из первых синтетических каучуков и известен сегодня как неопрен.

### Полиэфиры
В том же году доктор Джулиан Хилл, ещё один член команды Карозерса, вновь попытался получить полиэфир с молекулярной массой более 4000. Его усилия вскоре увенчались успехом: был создан синтетический полимер с молекулярной массой около 12000. Высокая молекулярная масса позволила расплавить полимер и вытянуть его в тонкие волокна. Таким образом, был создан первый синтетический шелк, названный химиками «полиэстер».
Синтез полиэфиров и полиамидов — пример поликонденсации, при которой происходит ступенчатое нарастание длины макромолекулы. Карозерс разработал теории поликонденсации и вывел уравнение, связывающее среднюю степень полимеризации и степень превращения («конверсии») мономера в полимер. Это уравнение показывает, что для получения полимеров с высокой молекулярной массой требуется высокая степень конверсии (относится это только к реакциям поликонденсации).
Ещё одно синтетическое волокно, которое было упругим и прочным, Хилл создал путём сополимеризации гликолей и кислот при пониженном давлении. Этому продукту не суждено было стать коммерческим — помещённый в теплую воду, полимер вновь превращался в липкую массу. Карозерс бросил исследования полимеров на несколько лет.
В 1932 году соглашение, по которому Карозерс был нанят в DuPont, было изменено доктором Болтоном. «Зал чистой науки» теперь должен сосредоточиться на «осуществлении работ, более тесно связанных с интересами компании». Это означало, что средства были перенаправлены от фундаментальных исследований к коммерческим. Карозерс никак не видел себя в качестве коммерческого исследователя. Он предположил, что вся исследовательская работа будет ограничена двумя-тремя предложениями, соответствующими интересам компании DuPont.

### Полиамиды
В 1934 году Карозерс снова вернулся к волокнам. Теперь команда исследовала сополимеризацию замещённых аминов с гликолями с целью производства полимера под названием полиамид. Эти вещества были более стабильными, чем полиэфиры, из числа получаемых с помощью гликолей. Склонность полиамидов к повышенной кристалличности из-за водородных связей обусловливает полезные механические свойства. Поэтому из них можно производить искусственный шелк, удобный для повседневного использования. Его исследования привели к изобретению ряда новых полиамидов. Лабораторные работы по этому проекту были проведены докторами Петерсоном и Коффманом. Позднее, для проведения исследований по этой теме был назначен доктор Джерард Берше.
Именно в этот плодотворный период исследований, летом 1934 года, подойдя вплотную к изобретению нейлона, Карозерс вдруг исчез. Он просто не пришел на работу, и никто не знал, где он находился. Он был найден в небольшой психиатрической клинике им. Пинель, недалеко от знаменитой клиники Фиппс, связанной с госпиталем Джонса Хопкинса в Балтиморе. По-видимому, он был настолько подавлен, что поехал в Балтимор на консультацию к психиатру, который и направил его в клинику.

### Нейлон
Вскоре после выхода из клиники, Карозерс вернулся на работу в DuPont. Болтон поручил ему работать над полиамидами.
Работы ученого в области линейных полимеров с большой молекулярной массой начались как серьёзный шаг в неизведанную область, изначально без каких-либо практических целей. Компания считала, что исследования в этой новой области химии и любые прорывы в науке полимеров будут представлять ценность для DuPont. В ходе исследований, Уоллесом были получены некоторые полимеры с интересными свойствами, которые оставались высоковязкими даже при высоких температурах. Было отмечено, что из этих полимеров в расплавленном виде очень удобно тянутся нити. Все внимание проекта сместилось на новый материал, и вскоре был отработан способ получения нейлона.
28 февраля 1935 года, он получил пол-унции полимера, впоследствии названного полиамид-6,6. С ним было довольно трудно работать, из-за высокой температуры плавления, но Болтон выбрал этот полиамид как один из коммерчески интересных материалов. В качестве помощника Карозерсу по этой теме назначили Джорджа Грейса. В конце концов, Грейс вытеснил Карозерса и стал лидером проекта. Кроме того, десятки химиков и инженеров работали над получением из полиамида-6,6 более удобного для обработки коммерческого продукта.

## Личная жизнь, брак и расстройства психики
В 1931 году Карозерс переехал в дом в г. Уилмингтон, который стал позже известен как Виски Эйкерс, с тремя коллегами из DuPont. Он не был отшельником, но его депрессивные настроения часто мешали ему наслаждаться всеми прелестями жизни, в которых его соседи по комнате нередко принимали участие. В письме к близкому другу, Фрэнсису Спенсеру, он сказал: 
«Мало что можно рассказать о моих занятиях, помимо химии. Я живу в настоящее время с тремя другими холостяками, и они привыкли, согласно статусу, ходить в высоких цилиндрах и белых галстуках. А я, по своему старому обычаю, угрюмо сижу дома».
 Примерно в это же время, Карозерс показал Джулиану Хиллу, что он всегда держит при себе капсулу с цианидом, привязаную к цепочке от часов.
Карозерс ненавидел публичные выступления, хотя это и было необходимо для поддержания его научного авторитета. В письме к Уилко Мачетанзу в январе 1932 года, он рассказывал: 
«Я выступал во время праздников с докладом на конференции по органической химии. Моя речь была достаточно хорошо принята аудиторией. Однако ожидание этого выступления отняли у меня несколько предшествующих ему недель, и нужно было прибегать к значительным количествам алкоголя, чтобы успокоить нервы… Моя нервозность, угрюмость и психическая неустойчивость усиливаются с течением времени, и употребление выпивки уже не дает нужного эффекта. Будущий 1932 год уже сейчас выглядит в моих глазах глубоко черным».
Жизнь ученого в это время была очень насыщенной. У него был роман с замужней женщиной, Сильвией Мура, которая затем в 1933 году подала на развод с мужем. В то же время, он был обеспокоен финансовыми проблемами своих родителей и планировал перевезти их в Уилмингтон. Не задумываясь о возможных эмоциональных последствиях этого шага, он купил дом в Арден примерно в десяти милях (16 км) от места работы и переехал в него вместе с родителями. Тогда ему было 37. Отношения с родителями вскоре стали напряжёнными. Карозерс по-прежнему встречался с Сильвией Мура, теперь уже одинокой, но его родители очень не одобряли эту связь. Семья в итоге устала от постоянных разногласий, и весной 1934 года его родители вернулись в Де-Мойн.
Прошло несколько лет, и 21 февраля 1936 года Карозерс женился на Хелен Суитман, с которой он встречался на тот момент уже два года. Она была из семьи бухгалтера Уилларда Суитмана. Хелен работала в DuPont специалистом по подготовке патентных заявок, имела степень бакалавра по химии.
Вскоре после этого, 30 апреля 1936 года, Карозерс был избран в Национальную академию наук, членство в которой было очень почетным. Карозерс, по сути, был первым промышленным химиком-органиком, удостоившимся этой чести. Однако к июню 1936 года, несмотря на общее признание его вклада в науку, Карозерс все ещё не мог избавиться от приступов меланхолии, которая мешала работать. В начале июня он был принят в Филадельфии в филиал госпиталя Пенсильвании, престижную психиатрическую больницу, где его психиатром был доктор Кеннет Аппель. Через месяц он получил разрешение покинуть институт для отправки в двухнедельный поход в тирольские Альпы с друзьями. Среди них были Роджер Адамс и Джон Флек. Вскоре друзья ушли, и он остался в горах, предоставленный сам себе, без связи с кем-либо, даже со своей женой. После, 14 сентября, он появился на её рабочем месте в лаборатории DuPont. С тех пор от ученого не ждали какого-то реального прогресса в научной работе, он просто должен был периодически посещать лабораторию. Он вновь начал жить в Виски Эйкерс, по просьбе его жены, которая не чувствовала себя эмоционально достаточно сильной, чтобы решать и его психологические проблемы.
8 января 1937 года сестра ученого Изабель умерла от пневмонии. Уоллес и Хелен Карозерс поехали в Чикаго для участия в проводах, а затем в Де-Мойн для её захоронения. Учёный по-прежнему ездил в Филадельфию, чтобы посещать своего психиатра, доктора Аппеля. Последний сказал другу Карозерса, что, по его мнению, самоубийство — наиболее вероятный исход дела Уоллеса.
28 апреля 1937 года, Карозерс был на работе в лаборатории. На следующий день он покончил с собой, сняв номер в отеле Филадельфии и приняв цианистый калий, растворенный в лимонном соке, зная, что приём цианида в кислом растворе в значительной степени активизирует скорость и влияние яда. Записки найдено не было. 27 ноября 1937, через семь месяцев после этого происшествия, родилась его дочь, получившая имя Джейн.

## Патенты
- U.S. Patent 1 995 291 «Alkylene Carbonate and Process of Making It», filed November 1929, issued March 1935
- U.S. Patent 2 012 267 «Alkylene Ester of Polybasic Acids», filed August 1929, issued August 1935
- U.S. Patent 2 071 250 «Linear Condensation Polymers», filed July 1931, issued February 1937